# Isabella Dageago
Helen Isabella Geraldine Dageago, dite Isabella Dageago, est une femme politique nauruane.

## Biographie
Elle travaille comme infirmière au Centre de Santé publique de Nauru avant d'entrer en politique,.
Elle est élue députée de la circonscription de Yaren au Parlement de Nauru aux élections de 2019, y battant le médecin et député d'opposition Kieren Keke. Le nouveau président de la République Lionel Aingimea la nomme alors ministre de l'Intérieur et ministre de la Santé, dans son gouvernement composé presque entièrement de députés dont c'est le premier mandat législatif (et exécutif),. Le ministère de l'Intérieur dont elle a la charge regroupe aussi les portefeuilles ministériels de la jeunesse, de la culture, et des affaires féminines.
En tant que ministre de la Santé, elle est confrontée à la pandémie de Covid-19. En mars 2020, le gouvernement dont elle est membre restreint les liaisons aériennes entre Nauru et le reste du monde et met en place une période de quarantaine obligatoire des personnes arrivant dans le pays. Nauru demeure ainsi l'un des très rares pays au monde à ne pas être atteint par la pandémie. Travaillant de concert avec Kieren Keke, qui a été nommé président de l'Équipe de travail nationale contre le coronavirus, elle mène avec succès la politique de vaccination de l'ensemble de la population adulte du pays, et injecte personnellement sa première dose de vaccin au président Aingimea pour encourager la population à être vaccinée,.
Après les élections de 2022, elle est rétrogradée au rang de ministre adjointe au nouveau président Russ Kun, mais toujours chargée des dossiers de l'intérieur, des femmes et du développement social, et des personnes handicapées,. Elle fait partie des ministres qui changent de camp en octobre 2023, provoquant la chute du gouvernement Kun et permettant l'élection de David Adeang à sa succession le 30 octobre. Le président Adeang la nomme ministre adjointe à la justice et au contrôle des frontières (secondant le ministre Lionel Aingimea), à l'éducation, à la gestion des terres et aux Postes (secondant le ministre Asterio Appi), et à la RONPHOS (entreprise publique du phosphate), aux médias, aux technologies de l'information et de la communication, à la Cenpac Corporation (services Internet) et à la Nauru Phosphate Royalties Trust (fonds souverain) (secondant le ministre Shadlog Bernicke),.